# Bruna Tatiana
Bruna Tatiana Lemmas Estevão, née en 1978 à Lobito dans la province de Benguela et plus connue sous le nom Bruna Tatiana, est une chanteuse angolaise.

## Biographie
Fille d'un musicien, Bruna Tatiana a grandi en écoutant notamment la musique d'Aretha Franklin, Percy Sledge, Otis Redding ou encore Louis Armstrong qui ont influencé sa musique tout comme les mouvements musicaux de la soul et du RnB. Elle étudie la musicologie au Montgomery College aux États-Unis. Durant sa carrière elle a enregistré trois disques et a réalisé des duos avec des artistes comme Nelson Freitas et Matias Damásio. Elle s'est fait connaître pour son dernier succès "Eu falhei" (j'ai échoué) qui l'a propulsée en haut du classement des succès musicaux en Angola.

## Carrière
Sa carrière démarre en 1997 lorsqu'elle rejoint le groupe SSP qui connaît un grand succès en Angola puis le groupe de gospel portugais Shout. La même année elle sort son premier album en tant que soliste my zouk side qui lui vaut le prix de la meilleure nouvelle artiste de l'année en Angola.
En 2002, elle enregistre son deuxième album appelé Bruna qui marque le départ de sa carrière internationale et lui permet de gagner quelques prix en Afrique. Avec ce disque elle a gagné le prix de l'O Reel Music video Awards ainsi que celui de la meilleure nouvelle artiste et la meilleure chanteuse de ballades en Angola. Elle participe à la première édition de la télé-réalité Big Brother en Afrique en 2003 diffusée sur la chaîne Gala TVC et en 2004 elle obtient le prix de meilleure artiste féminine qui lui permet de faire plusieurs tournées sur le continent africain.
Son dernier disque Butterfly Eleven est sorti en 2011 et a été produit aux États-Unis et il comprend des musiques telles que Please Don't Go, Ultimo Beijo, Beautiful, Estou Cansada, Borboleta entre autres.
En 2012 Bruna lance la vidéo officielle de son single Te Quero Bue.

## Discographie
- 1999 : Meu Côté Zouk
- 2002 : Bruna
- 2011 : Butterfly Élèvent